# لمس کردن خلأ
لمس کردن خلأ (انگلیسی: Touching the Void) فیلمی مستند به کارگردانی کوین مک‌دانلد است که در سال ۲۰۰۳ منتشر شد.